# Galium munzii
Galium munzii är en måreväxtart som beskrevs av Martha Luella Hilend och John Thomas Howell. Galium munzii ingår i släktet måror, och familjen måreväxter.

## Underarter
Arten delas in i följande underarter:
- G. m. ambivalens
- G. m. munzii